# Australische Badmintonmeisterschaft 1947
Die Australische Badmintonmeisterschaft 1947 fand in Adelaide statt. Es war die sechste Austragung der Badmintontitelkämpfe von Australien.

## Titelträger
| Disziplin    | Sieger                     |
| ------------ | -------------------------- |
| Herreneinzel | Tim Thompson               |
| Dameneinzel  | Eva Robert                 |
| Herrendoppel | Dick Russell C. Fildes     |
| Damendoppel  | Ivy Hewett Eva Robert      |
| Mixed        | Dick Russell Ethel Peacock |